# Вест-Бішоп (Каліфорнія)
Вест-Бішоп (англ. West Bishop) — переписна місцевість (CDP) в США, в окрузі Іньйо штату Каліфорнія. Населення — 2754 особи (2020).

## Географія
Вест-Бішоп розташований за координатами 37°21′46″ пн. ш. 118°28′30″ зх. д. / 37.36278° пн. ш. 118.47500° зх. д. (37.362768, -118.475046).  За даними Бюро перепису населення США в 2010 році переписна місцевість мала площу 22,69 км², з яких 22,68 км² — суходіл та 0,00 км² — водойми.

## Демографія
Згідно з переписом 2010 року, у переписній місцевості мешкало 2607 осіб у 1133 домогосподарствах у складі 832 родин. Густота населення становила 115 осіб/км².  Було 1229 помешкань (54/км²).
Расовий склад населення:
| - 91,0 % — білих - 1,7 % — азіатів - 1,1 % — корінних американців - 0,4 % — чорних або афроамериканців - 2,8 % — осіб інших рас |

До двох чи більше рас належало 3,0 %. Частка іспаномовних становила 10,0 % від усіх жителів.
За віковим діапазоном населення розподілялося таким чином: 17,5 % — особи молодші 18 років, 57,1 % — особи у віці 18—64 років, 25,4 % — особи у віці 65 років та старші. Медіана віку мешканця становила 52,6 року. На 100 осіб жіночої статі у переписній місцевості припадало 97,2 чоловіків;  на 100 жінок у віці від 18 років та старших — 96,0 чоловіків також старших 18 років.
Середній дохід на одне домашнє господарство  становив 94 271 долар США (медіана — 83 580), а середній дохід на одну сім'ю — 99 926 доларів (медіана — 94 500). Медіана доходів становила 75 893 долари для чоловіків та 30 938 доларів для жінок. За межею бідності перебувало 3,0 % осіб, у тому числі 0,0 % дітей у віці до 18 років та 2,6 % осіб у віці 65 років та старших.
Цивільне працевлаштоване населення становило 1300 осіб. Основні галузі зайнятості: освіта, охорона здоров'я та соціальна допомога — 22,1 %, публічна адміністрація — 15,0 %, роздрібна торгівля — 12,5 %, транспорт — 10,5 %.